# Kirchensittenbach
Kirchensittenbach település Németországban, azon belül Bajorországban. Lakosainak száma 2068 fő (2023. december 31.).

## Népesség
A település népessége az elmúlt években az alábbi módon változott:
| Lakosok száma | 2082 | 1657 | 2052 | 2030 | 2042 | 2033 | 2039 | 2078 | 2095 | 2068 |
|               | 1970 | 1975 | 2011 | 2012 | 2014 | 2015 | 2017 | 2019 | 2022 | 2023 |